# Campoli Appennino
Pour les articles homonymes, voir Apennin (homonymie).
Pour les articles homonymes, voir Campoli.
Campoli Appennino est une commune de la province de Frosinone dans le Latium en Italie.

## Administration
| Période                                  | Période | Identité | Étiquette | Qualité |
| ---------------------------------------- | ------- | -------- | --------- | ------- |
|                                          |         |          |           |         |
| Les données manquantes sont à compléter. |         |          |           |         |

### Communes limitrophes
Alvito, Broccostella, Pescasseroli, Pescosolido, Posta Fibreno, Sora, Villavallelonga